# بيتر نيلسون (ممثل)
بيتر نيلسون (بالإنجليزية: Peter Nelson)‏ هو ممثل أمريكي، ولد في 10 سبتمبر 1959 بلوس أنجلوس في الولايات المتحدة.

## أعمال

### أفلام
- (1990) موت قاسي 2[1][2][3]
- (1997) فريق مزدوج

## وصلات خارجية
- بيتر نيلسون على موقع IMDb (الإنجليزية)
- بيتر نيلسون على موقع ألو سيني (الفرنسية)
- بيتر نيلسون على موقع أول موفي (الإنجليزية)
- بيتر نيلسون على موقع قاعدة بيانات الأفلام السويدية (السويدية)
- بيتر نيلسون على موقع قاعدة بيانات الفيلم (الإنجليزية)
- بيتر نيلسون على موقع كينوبويسك (الروسية)